# Grube Klaproth
Die Grube Klaproth war eine Buntmetallerz-Grube des Bensberger Erzreviers in Bergisch Gladbach im Stadtteil Bockenberg. Das Grubenfeld Klaproth erstreckte sich im oberen Teil des Wahlbachs im Königsforst in der Nähe der Straße nach Forsbach (L 288).

## Geschichte
Eindeutige Spuren im Gelände deuten auf einen Jahrhunderte alten Bergbau hin. Dabei hat der nahegelegene Wahlbach einen größeren Tiefenaufschluss mit seinen teils erheblichen Wasserzuflüssen in starkem Maße erschwert oder sogar verhindert. Das Grubenfeld Klaproth wurde erstmals am 25. März 1855 durch die 1837 von dem belgischen Bankier und Industriellen François-Dominique Mosselman gegründete „Société Anonyme des Mines et Fonderies de Zinc de la Vieille-Montagne“ (Gesellschaft des Altenbergs) gemutet. Nach mehreren weiteren erfolglosen Bemühungen erfolgte am 25. Juli 1866  die Verleihung auf Blei-, Kupfer und Zinkerze.

## Betrieb und Anlagen
Über den Betrieb der Grube ist nichts bekannt, weil bisher keine schriftlichen Unterlagen gefunden werden konnten. Eindeutig sind hingegen die Spuren im Gelände. Gut erkennbar ist eine jüngere Schachthalde etwa 100 Meter westlich der L 288 mit zwei benachbarten Pingen, deren Aushub einen älteren Schacht teilweise überdeckt. Reste von Setzbergen in den alten Halden belegen eine Erzaufbereitung an dieser Stelle. Eindeutige Spuren des Fundpunktes (siehe Koordinaten) sind jedoch nicht vorhanden.